# Charles Millot (Geistlicher)
Charles Millot (* 1717 in Lorraine; † 9. Juni 1769 in Brabant-le-Roi) war ein französischer Kleriker  und Enzyklopädist.

## Leben und Wirken
Er war als Priester in Loisey-Culey in den Jahren von 1743 bis 1769 tätig und lebte dann anschließend bis zu seinem Tod in Brabant-le-Roi.
Seine Beiträge zur Encyclopédie waren die Artikel affabilité und entêtement.
Bekannt ist auch seine Mitgliedschaft im Jahre 1768 in der Société littéraire de Châlons-sur-Marne.